# Fix-Saint-Geneys
Fix-Saint-Geneys [fiks sɛ̃ ʒənɛ] est une commune française située dans le département de la Haute-Loire en région Auvergne-Rhône-Alpes.

## Géographie

### Localisation
La commune de Fix-Saint-Geneys se trouve dans le département de la Haute-Loire, en région Auvergne-Rhône-Alpes.
Elle se situe à 24 km par la route du Puy-en-Velay, préfecture du département, et à 16 km de Saint-Paulien, bureau centralisateur du canton de Saint-Paulien dont dépend la commune depuis 2015 pour les élections départementales.
Les communes les plus proches sont : 
Vernassal (2,9 km), Sainte-Eugénie-de-Villeneuve (3,5 km), Vazeilles-Limandre (4,0 km), Varennes-Saint-Honorat (4,7 km), Jax (4,8 km), Vissac-Auteyrac (5,1 km), Siaugues-Sainte-Marie (6,1 km), Chavaniac-Lafayette (7,0 km).
| Varennes-Saint-Honorat       | Allègre          |                    |
| Sainte-Eugénie-de-Villeneuve | Fix-Saint-Geneys | Vernassal          |
| Vissac-Auteyrac              |                  | Vazeilles-Limandre |

### Climat
Pour des articles plus généraux, voir Climat d'Auvergne-Rhône-Alpes et Climat de la Haute-Loire.
En 2010, le climat de la commune est de type climat des marges montargnardes, selon une étude du Centre national de la recherche scientifique s'appuyant sur une série de données couvrant la période 1971-2000. En 2020, Météo-France publie une typologie des climats de la France métropolitaine dans laquelle la commune est exposée à un climat de montagne ou de marges de montagne et est dans la région climatique Sud-est du Massif Central, caractérisée par une pluviométrie annuelle de 1 000 à 1 500 mm, minimale en été, maximale en automne.
Pour la période 1971-2000, la température annuelle moyenne est de 7,8 °C, avec une amplitude thermique annuelle de 16,2 °C. Le cumul annuel moyen de précipitations est de 879 mm, avec 8,8 jours de précipitations en janvier et 7,2 jours en juillet. Pour la période 1991-2020, la température moyenne annuelle observée sur la station météorologique installée sur la commune est de 8,2 °C et le cumul annuel moyen de précipitations est de 912,7 mm,. Pour l'avenir, les paramètres climatiques de la commune estimés pour 2050 selon différents scénarios d'émission de gaz à effet de serre sont consultables sur un site dédié publié par Météo-France en novembre 2022.
| Mois                                  | jan.          | fév.          | mars          | avril           | mai             | juin          | jui.          | août          | sep.            | oct.           | nov.             | déc.           | année     |
| ------------------------------------- | ------------- | ------------- | ------------- | --------------- | --------------- | ------------- | ------------- | ------------- | --------------- | -------------- | ---------------- | -------------- | --------- |
| Température minimale moyenne (°C)     | −2,4          | −2,6          | −0,1          | 2,2             | 5,8             | 9,2           | 11,1          | 11,2          | 7,9             | 5,3            | 1                | −1,5           | 3,9       |
| Température moyenne (°C)              | 0,6           | 0,8           | 4,1           | 6,6             | 10,5            | 14,4          | 16,7          | 16,8          | 12,8            | 9,1            | 4,1              | 1,4            | 8,2       |
| Température maximale moyenne (°C)     | 3,6           | 4,2           | 8,2           | 11              | 15,3            | 19,7          | 22,3          | 22,3          | 17,6            | 12,9           | 7,1              | 4,3            | 12,4      |
| Record de froid (°C) date du record   | −17 13.01.03  | −20 05.02.12  | −18 01.03.05  | −8,4 03.04.1996 | −3,2 07.05.1997 | −0,5 03.06.06 | 3,3 10.07.04  | 3 29.08.1998  | −0,7 19.09.1994 | −10,7 25.10.03 | −13,5 21.11.1998 | −15,7 15.12.01 | −20 2012  |
| Record de chaleur (°C) date du record | 18,3 01.01.22 | 19,5 26.02.19 | 22,5 17.03.04 | 23,4 28.04.10   | 30,7 22.05.22   | 34,4 27.06.19 | 34,4 23.07.19 | 34,5 13.08.03 | 30,8 10.09.23   | 27 08.10.23    | 20,7 08.11.15    | 17,4 31.12.21  | 34,5 2003 |
| Précipitations (mm)                   | 52,5          | 43,4          | 48            | 76,7            | 96,5            | 95,3          | 90,3          | 86,5          | 88,6            | 91,9           | 87,7             | 55,3           | 912,7     |

## Urbanisme

### Typologie
Au 1er janvier 2024, Fix-Saint-Geneys est catégorisée commune rurale à habitat très dispersé, selon la nouvelle grille communale de densité à sept niveaux définie par l'Insee en 2022.
Elle est située hors unité urbaine. Par ailleurs la commune fait partie de l'aire d'attraction du Puy-en-Velay, dont elle est une commune de la couronne,. Cette aire, qui regroupe 59 communes, est catégorisée dans les aires de 50 000 à moins de 200 000 habitants,.

### Occupation des sols
L'occupation des sols de la commune, telle qu'elle ressort de la base de données européenne d’occupation biophysique des sols Corine Land Cover (CLC), est marquée par l'importance des territoires agricoles (56,1 % en 2018), une proportion identique à celle de 1990 (56,1 %). La répartition détaillée en 2018 est la suivante : 
forêts (40,8 %), prairies (37,7 %), zones agricoles hétérogènes (10,6 %), terres arables (7,9 %), zones urbanisées (3,1 %). L'évolution de l’occupation des sols de la commune et de ses infrastructures peut être observée sur les différentes représentations cartographiques du territoire : la carte de Cassini (XVIIIe siècle), la carte d'état-major (1820-1866) et les cartes ou photos aériennes de l'IGN pour la période actuelle (1950 à aujourd'hui).

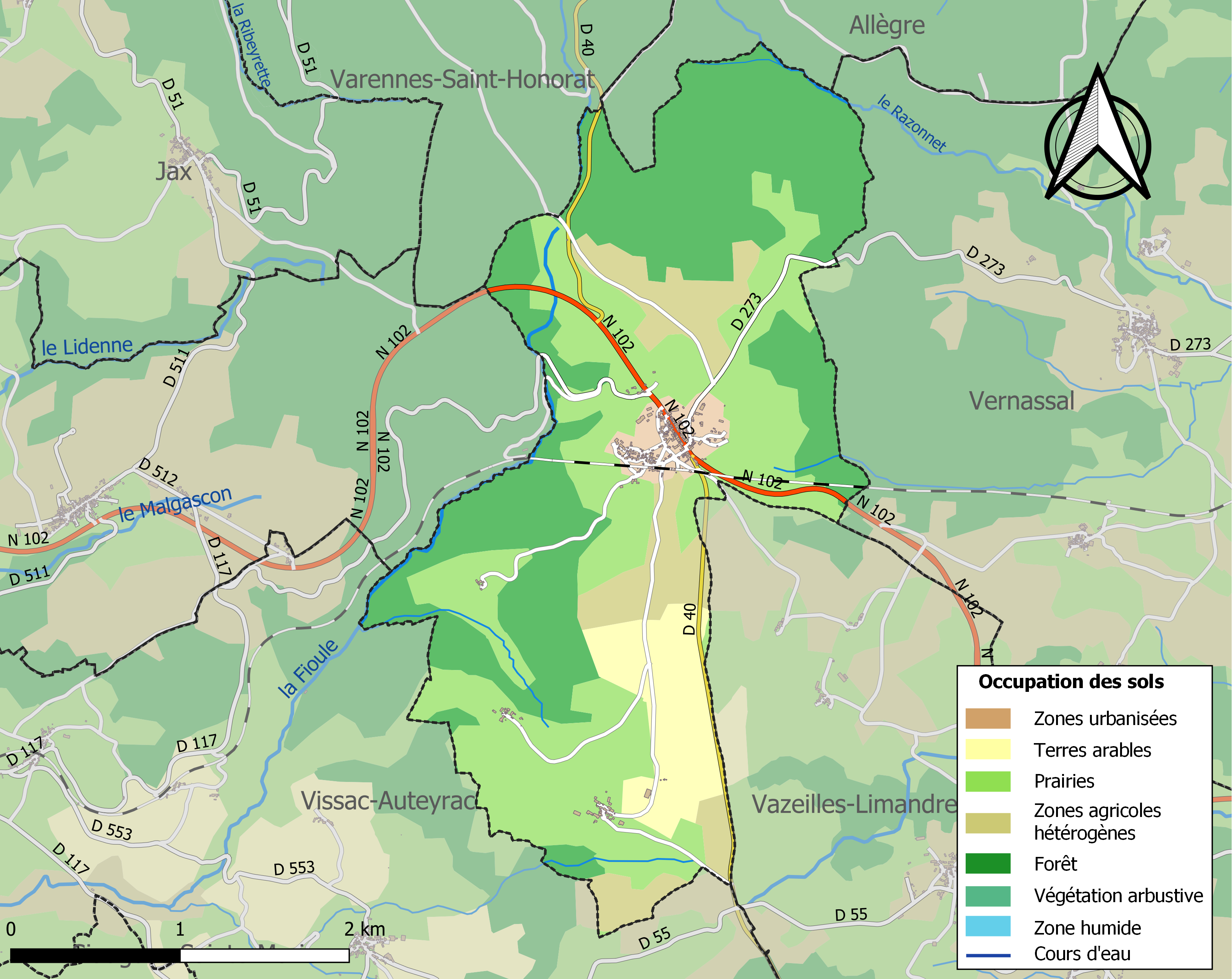
Carte des infrastructures et de l'occupation des sols de la commune en 2018 (CLC).

### Habitat et logement
En 2018, le nombre total de logements dans la commune était de 143, alors qu'il était de 143 en 2013 et de 135 en 2008.
Parmi ces logements, 40,7 % étaient des résidences principales, 36,5 % des résidences secondaires et 22,8 % des logements vacants. Ces logements étaient pour 98,1 % d'entre eux des maisons individuelles et pour 1,9 % des appartements.
Le tableau ci-dessous présente la typologie des logements à Fix-Saint-Geneys en 2018 en comparaison avec celle de la Haute-Loire et de la France entière. Une caractéristique marquante du parc de logements est ainsi une proportion de résidences secondaires et logements occasionnels (36,5 %) supérieure à celle du département (16,1 %) et à celle de la France entière (9,7 %). Concernant le statut d'occupation de ces logements, 84,1 % des habitants de la commune sont propriétaires de leur logement (82,8 % en 2013), contre 70 % pour la Haute-Loire et 57,5 pour la France entière.
| Typologie                                               | Fix-Saint-Geneys | Haute-Loire | France entière |
| ------------------------------------------------------- | ---------------- | ----------- | -------------- |
| Résidences principales (en %)                           | 40,7             | 71,5        | 82,1           |
| Résidences secondaires et logements occasionnels (en %) | 36,5             | 16,1        | 9,7            |
| Logements vacants (en %)                                | 22,8             | 12,4        | 8,2            |

## Toponymie
Anciennes mentions : Villa de Fis (1272), Ecclesia S. Genezii de Fys (1326), S. Genez-de-Fiz (1401), Fix-le-Haut (XVIIIe siècle), S.-Genès-de-Fix (1762), Fix-de-Velai (1790).
« Fix » tire son nom du latin fines, la « frontière ». C'est en effet la frontière du Velay et de l'Auvergne, à l'époque gauloise entre les Vellaves et les Arvernes.

## Histoire
Sous l'Ancien régime, il y eut deux paroisses à Fix, l'une en Brivadois (Auvergne) et l'autre en Velay.
Au cours de la période révolutionnaire de la Convention nationale (1792-1795), la commune a porté les noms de Fix-la-Montagne et Gineys-de-Fix.

## Politique et administration

### Découpage territorial
La commune de Fix-Saint-Geneys est membre de la communauté d'agglomération du Puy-en-Velay, un établissement public de coopération intercommunale (EPCI) à fiscalité propre créé le 26 décembre 2016 dont le siège est à Le Puy-en-Velay. Ce dernier est par ailleurs membre d'autres groupements intercommunaux.
Sur le plan administratif, elle est rattachée à l'arrondissement du Puy-en-Velay, au département de la Haute-Loire, en tant que circonscription administrative de l'État, et à la région Auvergne-Rhône-Alpes.
Sur le plan électoral, elle dépend du canton de Saint-Paulien pour l'élection des conseillers départementaux, depuis le redécoupage cantonal de 2014 entré en vigueur en 2015, et de la deuxième circonscription de la Haute-Loire   pour les élections législatives, depuis le redécoupage électoral de 1986.

### Liste des maires
| Période                                  | Période  | Identité              | Étiquette | Qualité |
| ---------------------------------------- | -------- | --------------------- | --------- | ------- |
| Les données manquantes sont à compléter. |          |                       |           |         |
| mars 2001                                | 2020     | Jean-Paul Bérard      | DVD       |         |
| 2020                                     | En cours | Jean-François Gallien |           |         |

### Élections nationales
| Scrutin             | Scrutin             | 1er tour | 1er tour | 1er tour | 1er tour | 1er tour    | 1er tour | 1er tour | 1er tour | 1er tour | 1er tour | 1er tour | 1er tour | 2d tour | 2d tour | 2d tour | 2d tour | 2d tour | 2d tour |
| Scrutin             | Scrutin             | 1er      | 1er      | %        | 2e       | 2e          | %        | 3e       | 3e       | %        | 4e       | 4e       | %        | 1er     | 1er     | %       | 2e      | 2e      | %       |
| ------------------- | ------------------- | -------- | -------- | -------- | -------- | ----------- | -------- | -------- | -------- | -------- | -------- | -------- | -------- | ------- | ------- | ------- | ------- | ------- | ------- |
| Présidentielle 2017 | Présidentielle 2017 |          | LR       | 33,98    |          | RN          | 22,33    |          | EM       | 21,36    |          | LFI      | 12,62    |         | EM      | 64,63   |         | RN      | 35,37   |
| Présidentielle 2022 | Présidentielle 2022 |          | RN       | 35,35    |          | EM          | 13,13    |          | LFI      | 17,17    |          | RES      | 9,09     |         | RN      | 66,67   |         | EM      | 33,33   |
| Législatives 2022   | 2e                  |          | LR       | 54,55    |          | LFI (NUPES) | 14,29    |          | RN       | 12,99    |          | REC      | 7,79     |         | LR      | 71,05   |         | LFI     | 28,95   |
| Législatives 2024   | 2e                  |          | RN       | 44,09    |          | LR          | 39,78    |          | PS (NFP) | 13,98    |          | RE (ENS) | 2,15     |         | LR      | 56,67   |         | RN      | 43,33   |

## Population et société

### Démographie

#### Évolution démographique
L'évolution du nombre d'habitants est connue à travers les recensements de la population effectués dans la commune depuis 1793. Pour les communes de moins de 10 000 habitants, une enquête de recensement portant sur toute la population est réalisée tous les cinq ans, les populations de référence des années intermédiaires étant quant à elles estimées par interpolation ou extrapolation. Pour la commune, le premier recensement exhaustif entrant dans le cadre du nouveau dispositif a été réalisé en 2005.

En 2022, la commune comptait 141 habitants, en évolution de +13,71 % par rapport à 2016 (Haute-Loire : +0,36 %, France hors Mayotte : +2,11 %).
| 1793 | 1800 | 1806 | 1821 | 1831 | 1836 | 1841 | 1846 | 1851 |
| ---- | ---- | ---- | ---- | ---- | ---- | ---- | ---- | ---- |
| 144  | 169  | 192  | 201  | 215  | 270  | 259  | 246  | 231  |

| 1856 | 1861 | 1866 | 1872  | 1876 | 1881 | 1886  | 1891  | 1896 |
| ---- | ---- | ---- | ----- | ---- | ---- | ----- | ----- | ---- |
| 244  | 591  | 594  | 1 163 | 538  | 532  | 1 442 | 1 541 | 525  |

| 1901 | 1906 | 1911 | 1921 | 1926 | 1931 | 1936 | 1946 | 1954 |
| ---- | ---- | ---- | ---- | ---- | ---- | ---- | ---- | ---- |
| 475  | 472  | 443  | 393  | 404  | 401  | 433  | 377  | 319  |

| 1962 | 1968 | 1975 | 1982 | 1990 | 1999 | 2005 | 2006 | 2010 |
| ---- | ---- | ---- | ---- | ---- | ---- | ---- | ---- | ---- |
| 304  | 269  | 229  | 190  | 173  | 138  | 150  | 149  | 139  |

| 2015 | 2020 | 2022 | - | - | - | - | - | - |
| ---- | ---- | ---- | - | - | - | - | - | - |
| 124  | 139  | 141  | - | - | - | - | - | - |

#### Pyramide des âges
La population de la commune est relativement jeune.
En 2018, le taux de personnes d'un âge inférieur à 30 ans s'élève à 38,1 %, soit au-dessus de la moyenne départementale (31 %). À l'inverse, le taux de personnes d'âge supérieur à 60 ans est de 26,7 % la même année, alors qu'il est de 31,1 % au niveau départemental.
En 2018, la commune comptait 70 hommes pour 58 femmes, soit un taux de 54,69 % d'hommes, largement supérieur au taux départemental (49,13 %).
Les pyramides des âges de la commune et du département s'établissent comme suit.
| Hommes | Classe d’âge | Femmes |
| ------ | ------------ | ------ |
| 1,3    | 90 ou +      | 0,0    |
| 5,3    | 75-89 ans    | 12,7   |
| 18,4   | 60-74 ans    | 15,9   |
| 21,1   | 45-59 ans    | 17,5   |
| 17,1   | 30-44 ans    | 14,3   |
| 17,1   | 15-29 ans    | 14,3   |
| 19,7   | 0-14 ans     | 25,4   |

| Hommes | Classe d’âge | Femmes |
| ------ | ------------ | ------ |
| 0,9    | 90 ou +      | 2,5    |
| 8,4    | 75-89 ans    | 11,7   |
| 20,4   | 60-74 ans    | 20,5   |
| 21,3   | 45-59 ans    | 20,3   |
| 16,8   | 30-44 ans    | 16,3   |
| 15,2   | 15-29 ans    | 13,2   |
| 17     | 0-14 ans     | 15,6   |

## Économie

### Emploi
| Division       | 2008  | 2013   | 2018   |
| -------------- | ----- | ------ | ------ |
| Commune        | 1,3 % | 16,2 % | 13,9 % |
| Département    | 6,3 % | 7,7 %  | 7,7 %  |
| France entière | 8,3 % | 10 %   | 10 %   |

En 2018, la population âgée de 15 à 64 ans s'élève à 73 personnes, parmi lesquelles on compte 82,3 % d'actifs (68,4 % ayant un emploi et 13,9 % de chômeurs) et 17,7 % d'inactifs,. En  2018, le taux de chômage communal (au sens du recensement) des 15-64 ans est supérieur à celui du département et de la France, alors qu'en 2008 la situation était inverse.
La commune fait partie de la couronne de l'aire d'attraction du Puy-en-Velay, du fait qu'au moins 15 % des actifs travaillent dans le pôle,. Elle compte 40 emplois en 2018, contre 41 en 2013 et 45 en 2008. Le nombre d'actifs ayant un emploi résidant dans la commune est de 50, soit un indicateur de concentration d'emploi de 80,7 % et un taux d'activité parmi les 15 ans ou plus de 60,2 %.
Sur ces 50 actifs de 15 ans ou plus ayant un emploi, 16 travaillent dans la commune, soit 32 % des habitants. Pour se rendre au travail, 77,8 % des habitants utilisent un véhicule personnel ou de fonction à quatre roues, 1,9 % les transports en commun, 11,2 % s'y rendent en deux-roues, à vélo ou à pied et 9,3 % n'ont pas besoin de transport (travail au domicile).

## Culture locale et patrimoine

### Lieux et monuments
- Église de Fix-Saint-Geneys, XIIe siècle, statues de saint Julien et de saint Geneys.
- Monument aux morts, guerre 1914-1918[28].
- Col de Fix-Saint-Geneys (altitude :  1 115 m) sur la route nationale 102, emprunté lors de la 12e étape du Tour de France 1999 (km 123) entre Saint-Galmier et Saint-Flour.
- Ancienne gare ferroviaire de la ligne de Saint-Georges-d'Aurac à Saint-Étienne-Châteaucreux abandonnée dans la forêt en contrebas du bourg.